# Xyrosaris obtorta
Xyrosaris obtorta is een vlinder uit de familie van de stippelmotten (Yponomeutidae). De wetenschappelijke naam van de soort werd in 1924 gepubliceerd door Edward Meyrick.